# Giancarlo Ferrari
Giancarlo Ferrari (ur. 22 października 1942) – włoski łucznik sportowy. Dwukrotny medalista olimpijski.
Brał udział w pięciu igrzyskach na przestrzeni szesnastu lat (IO 72, IO 76, IO 80, IO 84, IO 88). Zdobył dwa brązowe medale, zajmując w Montrealu i Moskwie (pod nieobecność sportowców z części krajów Zachodu) trzecie miejsce w konkursie indywidualnym. W 1977 był srebrnym medalistą mistrzostw świata w konkursie drużynowym.